# قيوجق (أديامان)
قيوجق (بالكردية: Hozîk‏) (بالتركية: Kuyucak)‏ هي قرية كرديّة تتبع إداريّاً لمديرية أديامان في محافظة أديامان التركية الواقعة في جنوب شرق الأناضول. وبلغ عدد سكانها 265 نسمة في عام 2021.